# Blaesoxipha kerzhneri
Blaesoxipha kerzhneri är en tvåvingeart som beskrevs av Boris Borisovitsch Rohdendorf och Yu. G. Verves 1979. Blaesoxipha kerzhneri ingår i släktet Blaesoxipha och familjen köttflugor.
Artens utbredningsområde är Mongoliet. Inga underarter finns listade i Catalogue of Life.